# Pericarpo

Drupa

Il termine pericarpo è un sinonimo di frutto.
Nel pericarpo si possono distinguere tre strati, dall'esterno verso l'interno sono:
- l'esocarpo (o buccia nei frutti carnosi)
- il mesocarpo (la polpa nel caso di frutti carnosi, detta albedo negli agrumi)
- l'endocarpo (la parte che racchiude il seme)

Ciascuno strato può avere differente consistenza a seconda che i frutti siano secchi o carnosi.